# Görzig (Großenhain)
Görzig ist ein Ortsteil der sächsischen Stadt Großenhain im Norden des Landkreises Meißen.

## Geografie und Verkehrsanbindung
Görzig liegt etwa 12 Kilometer von Großenhain entfernt am Röderauwald Zabeltitz in der Großenhainer Pflege.
Die nähere Umgebung von Görzig wird von der Auenlandschaft der Röderaue geprägt. Ursprünglich eine Sumpflandschaft, wird das Gebiet heute von ausgedehnten Hartholzauwäldern (Erle, Ulme, Eiche, Buche) dominiert. Um 1900 wurde der Ort als Straßendorf mit Gewannflur beschrieben.
Görzig liegt zwischen den Bundesstraßen B 98, B 101 und B 169. Eine Buslinie verbindet Görzig mit Gröditz, Zabeltitz, Großenhain und somit auch mit dem Eisenbahnnetz.

## Geschichte

Görzig auf einer geschichtlichen Karte des Kreises Liebenwerda (1910).

Görzig war ursprünglich ein Reihendorf mit typischer Landwirtschaft. 1401 wird der Ort erstmals erwähnt als „Gorczk“ und gehörte zum Hochstift Naumburg an der Saale. Der Ortsname war mehrmaligen Änderungen unterzogen, so wurde Görzig im Jahr 1406 Gorcygc genannt, 1467 Gortzke, 1495 Gorcz, 1549 Gortzigk, 1552 Goertzick, 1555 Gurzigk und Görzig im Jahr 1555. Im Jahr 1406 gehörte Görzig zur Großenhainer Pflege. 1432 kam der Ort in den Besitz der Familie Pflugk. Ein Vorwerk wird 1490 erwähnt. Im Jahr 1552 übte das Rittergut Zabeltitz die Grundherrschaft aus, bevor das Dorf 1590 Amtsdorf würde. 1590 wurde Görzig von Amt Großenhain aus verwaltet und ab 1662 vom Amt Zabeltitz. Während des Dreißigjährigen Krieges mit Pest, Plünderung und Brandschatzung verließen die letzten Einwohner 1638 das Dorf, doch 1648 war es schon wieder bewohnt. Ab 1748 kam das Dorf erneut zum Amt Großenhain und wurde ab 1856 vom Gerichtsamt Großenhain verwaltet. Ab 1875 kam der Ort zur Amtshauptmannschaft Großenhain.
Im Jahr 1925 waren 242 Einwohner von Görzig evangelisch-lutherisch und 3 Einwohner waren katholisch.  Sachsen kam nach dem Zweiten Weltkrieg in die Sowjetische Besatzungszone und später zur DDR. Nach der Gebietsreform 1952 wurde Görzig zunächst am 25. Juli 1952 dem Kreis Riesa im Bezirk Dresden zugeordnet. Ab dem 4. Dezember 1952 kam der Ort zum Kreis Großenhain. Nach der Deutschen Wiedervereinigung kam Görzig zum wiedergegründeten Freistaat Sachsen. Im Jahr 1994 wurde der Ort zusammen mit Zabeltitz-Treugeböhla, Nasseböhla, Skäßchen und Strauch in die neugegründete Landgemeinde Zabeltitz eingemeindet. Die folgenden Gebietsreformen in Sachsen ordneten Görzig 1994 dem Landkreis Riesa-Großenhain und 2008 dem Landkreis Meißen zu.
Heute wird Görzig durch Zwei- und Dreiseithöfe sowie ein Neubaugebiet geprägt.

## Bauwerke

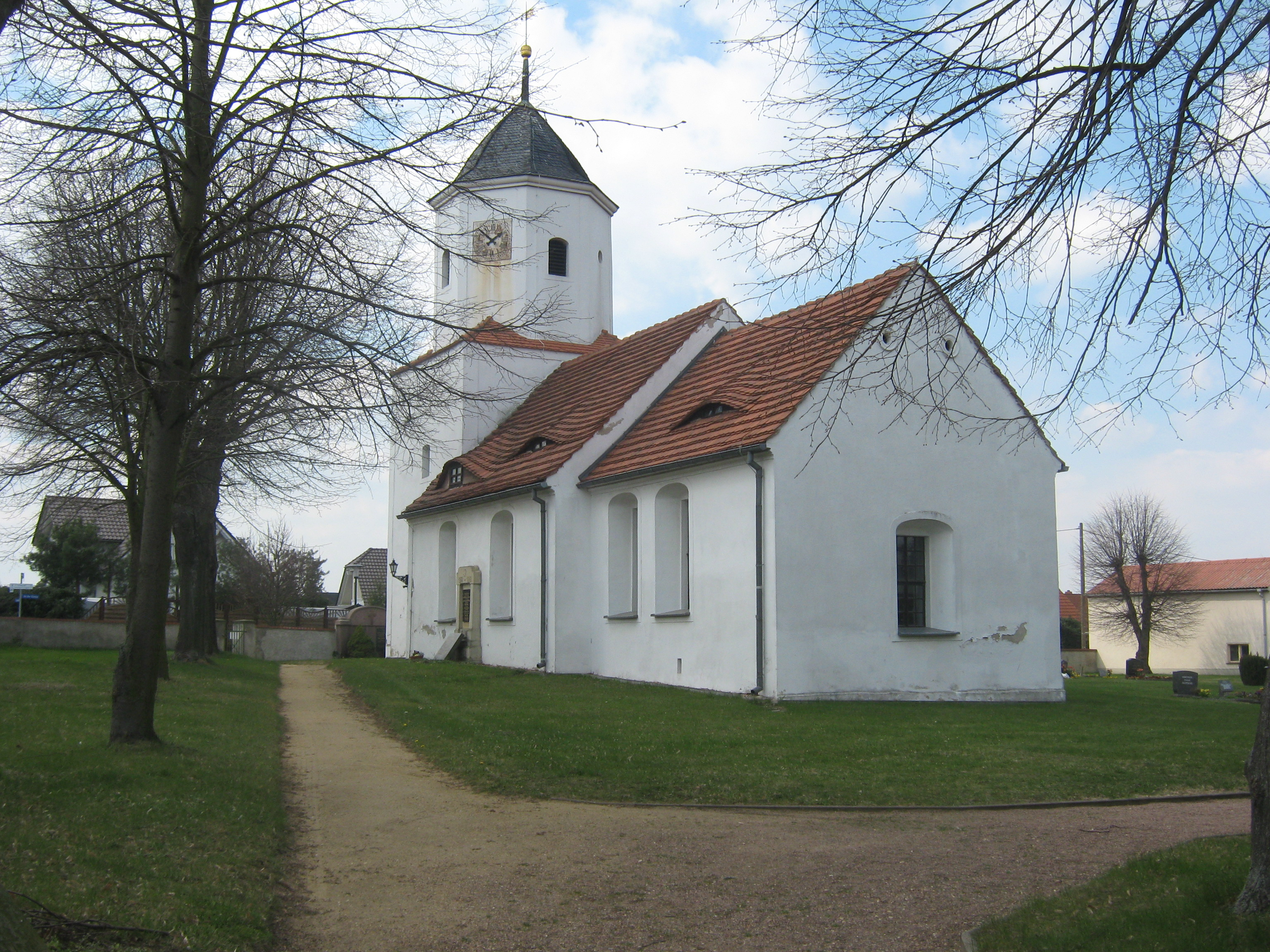
Kirche Görzig

### Kirche Görzig
Die Kirche ist das älteste Gebäude im Ort und wurde vermutlich 1554 erbaut, am Taufstein ist die Jahreszahl 1564 abgebracht. Sie hatte aber einen Vorgängerbau, der bereits als Pfarrkirche um 1500 erwähnt wurde und damals zum Archidiakonat Propstei Großenhain gehörte. Die alte Kirche wurde 1837 mit Ausnahme des Turms bis auf die Grundmauern abgetragen und erhielt durch weitgehenden Neubau ihre heutige Gestalt. Der Altar wurde aus der Zabeltitzer Kirche übernommen und in die Altarwand eingefügt. 1847 erhielt die Kirche eine neue Orgel der Orgelbauwerkstatt Nagel aus Großenhain. Vor und nach der Wende wurde die Kirche unter Mitarbeit der Bewohner gründlich renoviert und die Orgel wieder gangbar gemacht, so dass sie 1992 wieder eingeweiht werden konnte.
Gottesdienste finden unregelmäßig, jedoch meist einmal monatlich statt.

### Wassermühle
Es existieren Reste einer alten Wassermühle mit dem Mühlgraben.

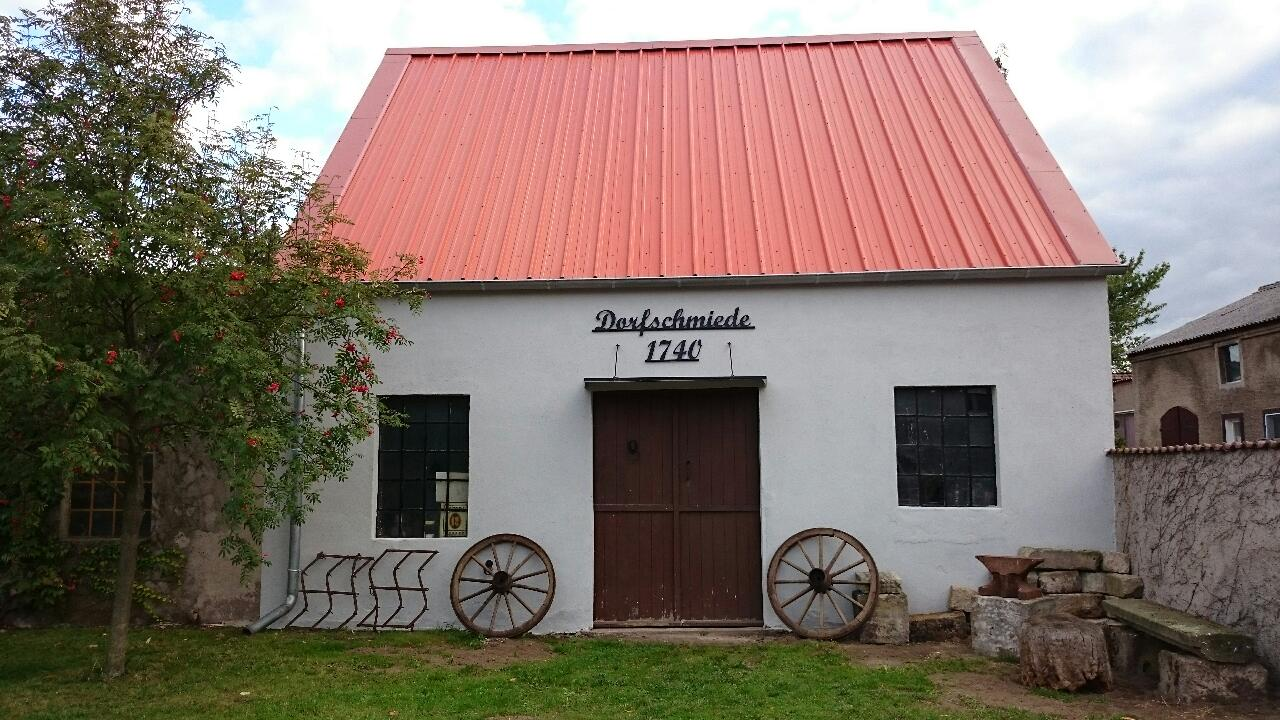
Dorfschmiede Görzig

### Dorfschmiede
Die 1740 erstmals schriftlich erwähnte Dorfschmiede Görzig wurde 2015 nach historischen Vorbildern im Stil der 1920er Jahre restauriert und befindet sich heute wieder in funktionsfähigen Zustand.

## Sport
- JSV Görzig e. V. (Jugend-& Sportverein)